# ライフプラン
ライフプランとは、人生設計のこと。
語感としては、
人生設計が、職業、結婚観、生きがい、居住地など個人の充足感に主眼をおいた設計であるのに対し、
ライフプランは、主に金銭面からの生活設計を指すことが多い。
ライフプランは人生設計図と訳されることもある。

## ライフイベント
人の一生には、進学、就職、結婚、出産、住宅の購入、定年、相続などの出来事があり、これらをライフイベントという。ライフイベントには、定年のように到来することがほぼ予測可能なもののほか、災害・病気・事故のように全く予期できないものもある。
また、これらは年金・医療・介護・税制等の公的制度や、株価や為替市場など社会情勢や経済情勢の変化の影響を受ける。

## ライフプランの作成
基本的に、各個人の理想とする将来像（将来は独立したい、子供は二人欲しい、一戸建てを買いたいなど）に基づき、将来必要となるであろう資金額（独立開業資金、学費、住宅購入資金、老後の生活費など）や起こりうる危険（病気・事故など）を推測し、必要資金をどのように調達するか、将来設計を変更する必要があるか、などを考えて設計していく。